# Lennart Randau
Lennart Randau  (* Februar 1978 in Braunschweig) ist ein deutscher Mikrobiologe und Biochemiker. Er ist Professor an der Philipps-Universität Marburg im Fachbereich Biologie.

## Werdegang
Lennart Randau promovierte von 2002 bis 2006 bei Dieter Jahn im Institut für Mikrobiologie an der Technischen Universität Braunschweig. Zwischen 2006 und 2010 war er Postdoktorand an der Universität Yale in der Arbeitsgruppe von Dieter Söll. Von 2010 bis 2019 war er unabhängiger Forschungsgruppenleiter am Max-Planck-Institut für terrestrische Mikrobiologie in Marburg.

## Forschung
Forschungsschwerpunkte der Arbeitsgruppe von Lennart Randau sind RNA-Biologie und CRISPR/Cas-Systeme in Archaeen und Bakterien.

## Ehrungen und Auszeichnungen
- 2024: „Momentum“-Stipendium der VolkswagenStiftung[3]
- 2019: DFG Heisenberg-Professur[4]

## Service für die Community
- 2022 Mitorganisator des 71. Mosbacher Kolloquiums „Die Welt der RNAs“, Deutschland[5]
- Seit 2021 Vizesprecher LOEWE-Schwerpunkt „Diffusible Signals“[6]
- Editor CRISPR Journal[7]
- 2017–2021 Sprecher der GBM-Studiengruppe RNA-Biochemie[8]
- Seit 2019 Lenkungsausschuss DFG SPP 2141: „Much more than Defence: the Multiple Functions and Facets of CRISPR-Cas“

## Veröffentlichungen (Auswahl)
- J. V. Gomes-Filho, R. Breuer, H. G. Morales-Filloy, N. Pozhydaieva, A. Borst, N. Paczia, J. Soppa, K. Höfer, A. Jäschke, L. Randau: Identification of NAD-RNA species and ADPR-RNA decapping in Archaea. In: Nature Commun. 2023, Artikel 7597, doi:10.1038/s41467-023-43377-x.

- X. Guo, M. Sanchez-Londono, J. V. Gomes-Filho, R. Hernández-Tamayo, S. Rust, L. Immelmann, P. Schäfer, J. Wiegel, P. Graumann, L. Randau: Characterization of the self-Targeting Type IV CRISPR interference system in Pseudomonas oleovorans. In: Nature Microbiol. Band 7, Nr. 11, 2022, S. 1870–1878, doi:10.1038/s41564-022-01229-2.

- A. Özcan, P. Pausch, A. Linden, A. Wulf, K. Schühle, J. Heider, H. Urlaub, T. Heimerl, G. Bange, L. Randau: Type IV CRISPR RNA processing and effector complex formation in Aromatoleum aromaticum. In: Nature Microbiol. Band 4, 2019, S. 89–96, doi:10.1038/s41564-018-0274-8.

- P. Pausch, H. Müller-Esparza, D. Gleditzsch, F. Altegoer, L. Randau*, G. Bange*: Structural variation of type I-F CRISPR RNA guided DNA surveillance. In: Mol Cell. Band 17, 2017, S. 622–632, doi:10.1016/j.molcel.2017.06.036 (*co-corresponding).

- A. Plagens, M. Daume, J. Wiegel, L. Randau: Circularization restores signal recognition particle RNA functionality in Thermoproteus. eLIFE: 10.7554/eLife:11623. 2015, doi:10.7554/eLife.11623.

- L. Randau, B. J. Stanley, A. Kohlway, S. Mechta, Y. Xiong, D. Söll*: A cytidine deaminase edits C-to-U in transfer RNAs in archaea. In: Science. Band 324, 2009, S. 657–659, doi:10.1126/science.1170123 (*corresponding).

- L. Randau, I. Schröder, D. Söll: Life without RNase P. In: Nature. Band 453, 2008, S. 120–123., doi:10.1038/nature06833.

- L. Randau, R. Münch, M. J. Hohn, D. Jahn, D. Söll: Nanoarchaeum equitans creates functional tRNAs from separate genes for their 5'- and 3'-halves. In: Nature. Band 433, 2005, S. 537–541, doi:10.1038/nature03233.